# Westööska huset

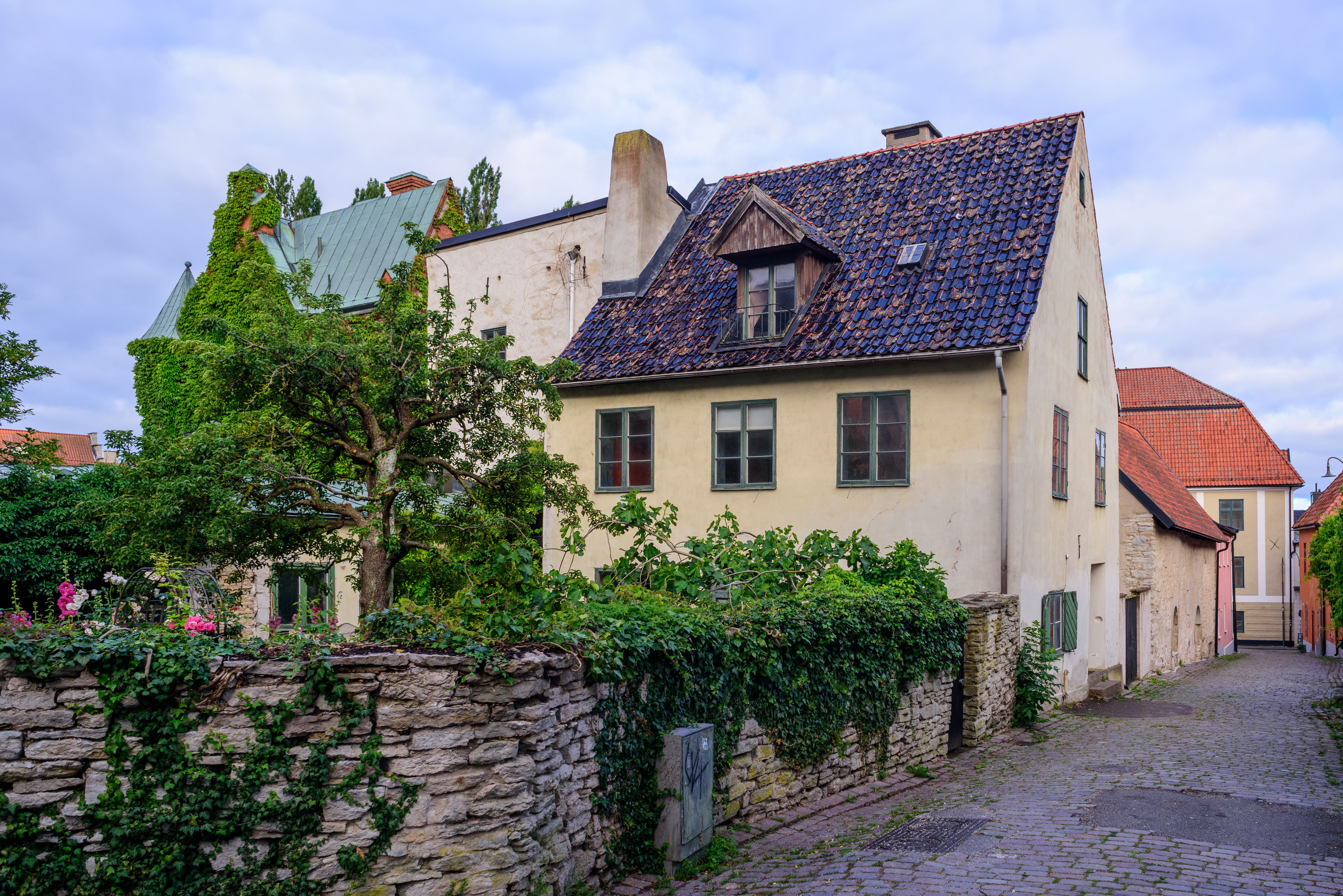
Huvudbyggnaden med 1700-talsdelen sedd från Klosterbrunnsgatan.

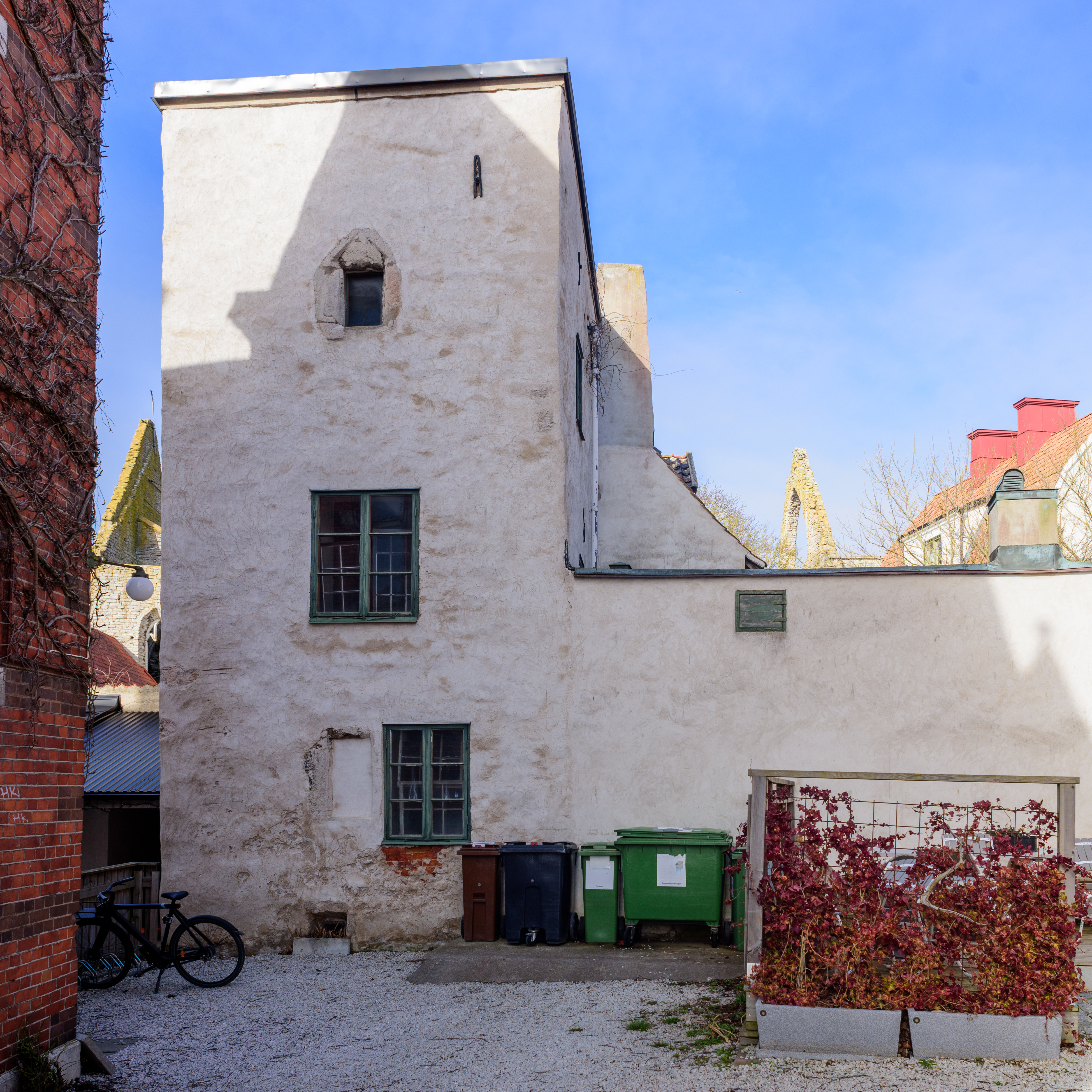
Huset baksidan med den medeltida delen sedd från Schweitzergränd.

Westööska huset är en kulturhistoriskt värdefull fastighet i kvarteret Laboratorn i centrala Visby bestående av tre hus vars äldsta delar är från 1200-talet.

## Historik
Fastighetens huvudbyggnad är uppförd i fyra plan och består av två delar, en medeltida del och en nyare byggnadsdel från 1700-talet. Fastigheten innehåller också ett förrådd från 1800-talet och ett garage från mitten av 1900-talet.
Huvudbyggnaden består av ett medeltida tornliknande stenhus i fyra våningar och en nyare byggnadsdel. I 1785 års husklassifikation framgår det att det på fastigheten fanns ett stenhus samt ett fähus. Det stenhus som nämns är sannolikt dagens stenhus från mitten av 1700-talet som är sammanbyggt med den medeltida delen.

## Kulturhistoriskt skydd
Sedan 1994 är Westööska huset ett byggnadsminne.